# Košarkaški klub Trogir
Il  K.K. Trogir è una squadra di pallacanestro croata della città di Traù.